# Base antartica cinese Zhongshan
La base antartica cinese Zhongshan (in cinese 中国南极中山站) è una base antartica permanente cinese localizzata nella Terra della principessa Elisabetta nel Territorio Antartico Australiano intitolata a Sun Yat-sen. La struttura si trova a pochi chilometri dalla base permanente russa Progress-2 e dalla base estiva romena Law-Racoviță-Negoiță.

## Attività
Localizzata ad una latitudine di 69°22'S e ad una longitudine di 76°22'E nella baia di Prydz, la struttura è stata inaugurata il 20 febbraio 1989 ed ha operato con continuità.
La popolazione estiva è di 60 persone, che si riducono a 25 durante l'inverno australe.
La base effettua studi scientifici di glaciologia, biologia marina e geologia. La struttura funge anche da snodo logistico per spedizioni scientifiche all'interno del continente.
I rifornimenti sono assicurati da una visita annuale della nave Xue Long.